# Гейри, Эрик Мэтью
Сэр Э́рик Мэ́тью Ге́йри (англ. Sir Eric Matthew Gairy; 18 февраля 1922, Данфермлайн, Британские Подветренные острова — 23 августа 1997, Гранд-Анс, Гренада) — гренадский профсоюзный, политический и государственный деятель, участник борьбы за независимость и социальные реформы, первый премьер-министр независимой Гренады. Глава правительства в 1961—1962 и 1967—1979 годах. Основатель и лидер Объединённой лейбористской партии. Проводил авторитарно-популистскую политику, установил диктаторский режим гейризма. Был свергнут переворотом Нового движения ДЖУЭЛ в 1979 году. После американской интервенции безуспешно пытался вернуться к власти. В 2008 году объявлен национальным героем Гренады.

## Происхождение и работа
Родился в крестьянской семье. Родители — Дуглас и Тереза Гейри — были гренадцами африканского происхождения. Окончил католическую школу, в подростковом возрасте был церковным псаломщиком.
В 13 лет был вынужден был уехать на заработки. Работал на нефтеперерабатывающем заводе острова Аруба, на Кюрасао, на американской военно-морской базе в Чагуарамасе (Тринидад и Тобаго).

## Лейбористский лидер
В 1949 году вернулся на Гренаду. На следующий год основал «Гренадский союз работников физического, морского и интеллектуального труда» (GMMIWU). Проявил организаторские способности и харизму. GMMIWU активно участвовал во всеобщей забастовке 1951 года. Движение переросло в массовые беспорядки с многочисленными поджогами и получило название Red Sky — «Красное небо». Восстановить контроль над ситуацией британские колониальные власти смогли только привлечением армейских подразделений, а он как активист протеста был взят под арест. После этих событий он приобрёл репутацию одного из ведущих профсоюзных вожаков Гренады.
В 1950 году основал и возглавил Объединённую лейбористскую партию Гренады (ОЛПГ), выступавшую с позиций радикального социального популизма. Партия вела агитацию среди плантационных рабочих и городской бедноты, организовывала акции протеста. Трижды — в 1951, 1954 и 1957 — избирался в законодательное собрание Гренады, пока не был выведен из электорального процесса прямым административным запретом. В политической жизни острова возникло понятие гейризм.
На выборах июля 1961 года ОЛПГ получила большинство мест в законодательном собрании, а ее лидер занял пост главного министра и министра финансов Гренады. Активно продвигал процесс предоставления острову независимости. В апреле 1962 был отстранён от должности по обвинению в нецелевом расходовании бюджетных средств. На следующих выборах победу одержала консервативная Национальная партия Гренады во главе с Гербертом Блейзом — его главным политическим соперником на протяжении четверти века.
Вернулся к власти на выборах 1967 года и вновь одержал победу в 1972 году. Этот период был ознаменован скандалом на лондонском конкурсе Мисс Мира 1970, где победу одержала гренадка Дженнифер Хостен. Эрик Гейри был членом жюри. В этой связи существовали предположения, что при итоги конкурса были сфальсифицированы при его участии. Однако в Гренаде этот скандал способствовал росту популярности премьера.
Как премьер ассоциированного государства состоял в Тайном совете Великобритании. В 1977 году был посвящён в рыцари Её Величества и именовался сэр Эрик Гейри.

## Диктатура и аномалии
7 февраля 1974 года была провозглашена независимость Гренады, и Гейри стал её первым премьер-министром. В 1978 году по его рекомендации Пол Скун был назначен Генерал-губернатором Гренады.
Режим Гейри приобрёл выраженные диктаторские черты. Оппозиция жестоко подавлялась, вплоть до физических расправ, уличных расстрелов, избиений и убийств. Силовой опорой премьера стала Банда мангустов — военизированное формирование криминальных элементов, рекрутируемое по принципу личной преданности. Жертвами боевиков стали, в частности, лидер партии Новое движение ДЖУЭЛ Морис Бишоп (жестоко избит в «Кровавый понедельник») и его отец Руперт Бишоп (застрелен).

Оппозиция называет бандитами тех, кого я рекрутирую в наш резерв. Не буду говорить, так это или нет. Но разве сталь не режут сталью? Я горжусь тем, что на мой призыв выйти на защиту Гренады, правительства, закона и порядка откликнулись люди, готовые к сложной и грубой работе.

Эрик Гейри, выступление по Радио Гренады 3 мая 1970

В политике Эрика Гейри и его партии чётко обозначился крайне правый антикоммунистический уклон. Были установлены связи с южнокорейским правительством Пак Чон Хи, чилийским режимом генерала Пиночета, делегация Гренады в ООН солидаризировалась с чилийской хунтой. Подвергался резкой критике со стороны пропагандистского аппарата СССР.
Появлялись аномальные мотивы, сходные с гаитянским дювальеризмом. Он публично провозглашал свою власть «данной Всевышним», ставил в ООН вопрос об изучении НЛО, которые, по его словам, дважды наблюдал лично.

## Свержение и возвращение
В марте 1979 года Новое движение ДЖУЭЛ совершило государственный переворот (одним из лозунгов было: «Гейри, убирайся на НЛО»). В этот момент премьер-министр находился в Нью-Йорке, где собирался продолжать тему НЛО на заседании ООН. Весь период правления Мориса Бишопа — до осени 1983 — он прожил в США.
Затем безуспешно пытался склонить президента Картера к вмешательству в гренадские события. Вёл антикоммунистическую радиопропаганду на Гренаду и Тринидад и Тобаго. Выражал удивление в связи с весьма прохладным отношением к нему американских властей, политиков и общественности. Перебрался в Сан-Диего, где участвовал в деятельности клубов любителей НЛО.
В октябре 1983 года в руководстве Нового движения ДЖУЭЛ произошёл кровавый конфликт, в результате которого Морис Бишоп был отстранён от власти и убит. Последовала интервенция на Гренаду войск США и «пяти восточнокарибских демократий». Марксистский режим Нового движения ДЖУЭЛ был свергнут.
Эрик Гейри возвратился на Гренаду. В ходе предвыборной кампании он заявлял, что «стал другим человеком». Он по-прежнему обладал серьёзной поддержкой в стране, особенно в сельских районах и социальных низах, и рассчитывал на возвращение к власти. Но несмотря на его антикоммунизм, такая перспектива не устраивала большую часть гренадского общества и администрацию США. Против него была создана коалиция правоцентристских сил, объединённая в Новую национальную партию (NNP) во главе с Гербертом Блейзом.
Партия Гейри участвовала в парламентских выборах 1984 года и получила заметную поддержку — около 36 % голосов. Однако победу одержали консерваторы во главе с Гербертом Блейзом. Бывший премьер предпринял ещё несколько попыток вернуться к власти, но они не увенчались успехом.

## Оценки
Скончался в 75-летнем возрасте на следующий год после перенесённого инсульта. Правительство Кита Митчелла (представитель NNP, политический противник Гейри) объявило национальный траур и организовало государственную церемонию похорон.

Мы потеряли настоящего государственного деятеля, человека, который искренне любил бедняков.

Кит Митчелл

Его смерть была воспринята наблюдателями как своего рода «конец эпохи».

Дон Жуан в белом костюме, Гейри был одним из последних в поколении рабочих лидеров Вест-Индии, которые от имени профсоюзов бросили вызов колониальной «плантократии» и в конце концов добились независимости своих островов.

C 2008 года на Гренаде действует закон, согласно которому ежегодно утверждаются 15 национальных героев. Первым национальным героем Гренады был объявлен Эрик Гейри.
Личность и политика Эрика Гейри воспринимаются на Гренаде двойственно. Партия GULP и её сторонники считают Дядюшку Гейри борцом за национальное и социальное освобождение гренадцев, призывают продолжать и развивать традиции, связанные с его именем. Черты политического стиля Гейри просматриваются в выступлениях Фрэнсиса Алексиса и его Народного лейбористского движения. Оппоненты напоминают об авторитарности и жестокости Гейри.

## Семья
Был женат, имел двоих дочерей. Синтия Гейри — жена Эрика Гейри — играла видную роль в GULP, была депутатом парламента, занимала посты министра здравоохранения, министра образования, министра социальных услуг, министра по делам кооперации.
Его дочь Марсель — посол Гренады в КНР. Другая дочь, Дженнифер, выступала администратором имущества Гейри после его смерти и занимается судебным иском к правительству о возвращении национализированных активов семьи.